# Tambaga (Burkina Faso)
Pour les articles homonymes, voir Tambaga.
Tambaga est une commune et le chef-lieu du département de Tambaga dans la province de la Tapoa de la région de l'Est au Burkina Faso.

## Santé et éducation
Tambaga accueille un centre de santé et de promotion sociale (CSPS).